# Leeuweriken aan een draadje
Leeuweriken aan een draadje (Tsjechisch: Skřivánci na niti) is een film van de Tsjecho-Slowaakse regisseur Jiří Menzel. De film is gebaseerd op de gelijknamige roman van de auteur Bohumil Hrabal. Leeuweriken aan een draadje werd gedraaid in 1969, maar de film werd verboden door het communistische regime en pas uitgebracht in 1990. De film won toen de Gouden Beer op het Filmfestival in Berlijn.

## Verhaal
De film handelt over de behandeling door het communistische regime van „verdachte elementen” van de bourgeoisie. Een hoogleraar, een saxofonist en een melkboer worden aan het werk gezet op een vuilnisbelt in het kader van een heropvoedingsprogramma.

## Rolverdeling
| Acteur              | Personage     |
| ------------------- | ------------- |
| Rudolf Hrušínský    | Trustee       |
| Vlastimil Brodský   | Hoogleraar    |
| Václav Neckár       | Pavel Hvezdár |
| Jitka Zelenohorská  | Jitka         |
| Jaroslav Satoranský | Garda Andel   |
| Vladimír Šmeral     | Minister      |